# László Kubala
László Kubala Stecz, meglio noto come Ladislao Kubala o Ladislav Kubala (Budapest, 10 giugno 1927 – Barcellona, 17 maggio 2002), è stato un calciatore e allenatore di calcio ungherese di origine slovacca, di ruolo attaccante.
Considerato uno dei più forti attaccanti della storia del calcio, occupa la 95ª posizione nella speciale classifica dei migliori calciatori del XX secolo pubblicata dalla rivista World Soccer e la 32ª posizione nell'omonima classifica stilata dall'IFFHS.
Ha raggiunto i maggiori successi negli anni in cui militò nel Barcellona (1951-1961), vincendo quattro campionati spagnoli, cinque Coppe di Spagna, due Coppe delle Fiere ed una Coppa Latina.
Fu inoltre nazionale di Cecoslovacchia, Ungheria e Spagna.

## Biografia

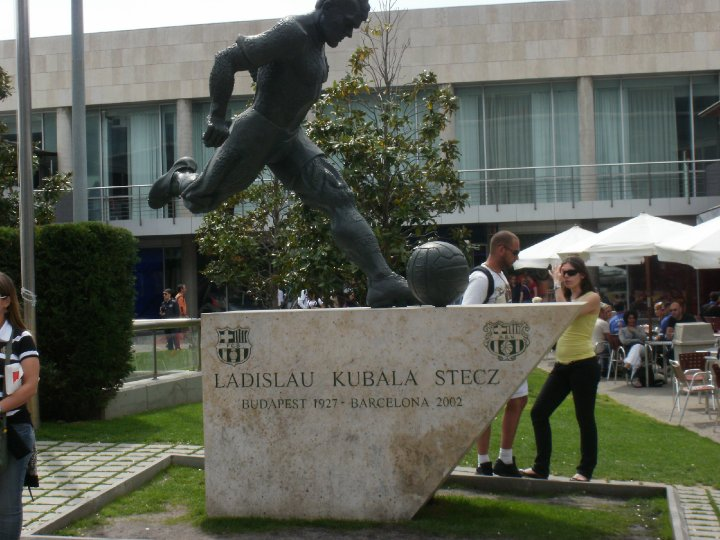
Una statua di Kubala nel parco del Camp Nou

Ungherese ma di origine slovacca, si sposò con Ana Viola, figlia dell'allenatore Ferdinand Daučík. Da Ana Viola ebbe tre figli, Branko, che provò a seguire le orme paterne, Laszli e Carles, che giocò nella squadra di hockey del Barcellona. Suo cognato era invece Yanko Daučík, anch'egli calciatore.
Il 4 febbraio 2000 venne insignito con Decreto Reale, con "Ordine di Gran Croce del Real Ordine per Merito Sportivo", con il quale si poteva fregiare anche del titolo di "Don". Il 26 aprile del 2002, a meno di un mese dalla sua scomparsa, venne ancora premiato con un altro grande del calcio iberico, Di Stefano, con la "Medalla de Oro al Mérito en el Trabajo" dal Consiglio dei ministri di Spagna, unici calciatori a riceverla fino ad ora.
Nel febbraio del 2002 le sue condizioni fisiche, già minate da tempo dalla Alzheimer, si aggravarono in seguito ad un'emorragia cerebrale; nei mesi seguenti peggiorò ulteriormente, spegnendosi alle ore 13.00 del 17 maggio, alla "Clínica del Pilar" di Barcellona, mentre veniva presentato il nuovo allenatore del Barcellona, l'olandese van Gaal.
Il presidente del Barça, ricevendo la notizia dall'addetto stampa blaugrana, interruppe la conferenza per la presentazione del tecnico per annunciare la scomparsa di Kubala.

## Carriera
Kubala nella primavera del 1946 lasciò gli ungheresi del Ferencváros passando allo Slovan Bratislava in Cecoslovacchia, nazione di cui i suoi genitori erano originari, pertanto ebbe anche la possibilità di giocare in Nazionale come calciatore naturalizzato, collezionando 6 presenze.
Il 14 dicembre 1947 a Bari, ebbe il suo primo contatto diretto con l'Italia, per un'amichevole tra Italia e Cecoslovacchia (3-1).

Nel 1948 tornò così in Ungheria, per giocare nel Vasas Budapest. In seguito lasciò il paese dopo avervi vestito anche la maglia della Nazionale. A marzo del 1949 chiese ed ottenne il trasferimento ai reparti di confine dove, vestito con l'uniforme militare, passò di notte in Austria come clandestino a bordo di un camion di esuli in fuga. Da Vienna passò quasi subito in Svizzera. La Pro Patria, tramite i suoi connazionali István Turbéky e Jenő Vinyei che vestivano la maglia biancoblu, poteva contare su un canale privilegiato ed il presidente Peppino Cerana diede ai due il compito di convincere Kubala ad accettare la corte dei tigrotti, cosa che avvenne in poco tempo.

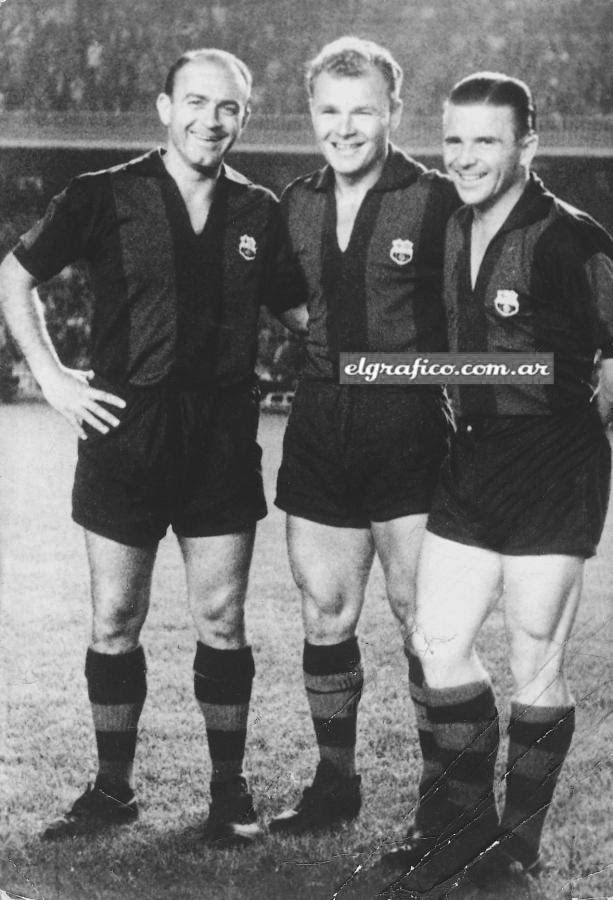
Kubala (al centro) insieme ad Alfredo Di Stéfano (a sinistra) e Ferenc Puskás (a destra) durante una partita in suo onore nel 1961

La fuga di Kubala dall'Ungheria venne mal digerita dal regime comunista, che tramite la Federazione calcistica magiara lo fece squalificare a vita per aver rotto il contratto con la sua squadra del Vasas di Budapest, accusandolo anche di essersi sottratto al servizio di leva e di espatrio clandestino. Nel frattempo, nell'aprile del 1949 si fece raggiungere dalla moglie e si stabilì a Busto Arsizio con i suoi due connazionali Viney e Turbeky. Si allenava regolarmente con i tigrotti, in attesa che venisse regolata la sua posizione per giocare in campionato con la dirigenza bustocca che tentava ogni via diplomatica per fare annullare o quanto meno ridurre la squalifica. Il suo impegno era quindi limitato alle amichevoli (oltre alle partite con la squadra amatoriale Hungaria da lui fondata per riunire gli esuli). Mentre il campionato prendeva il via continuarono incessanti le pressioni sulla Federazione ungherese ed alla FIFA, ma non si avevano risposte.
Considerato l'impasse della federazione italiana con quella ungherese, l'ex giocatore del Barcellona Pepe Samiter, manager dei blaugrana del tempo, approfittò della situazione e verso la fine di novembre del 1949 riuscì a procurare a Kubala la nazionalità spagnola. La squalifica gli venne ridotta ad un anno, praticamente quello passato a Busto Arsizio, così poté ritornare subito a giocare, accasandosi al Barcellona. Alla Pro Patria rimase un simbolico rimborso spese ed un'amichevole disputata con i catalani a Busto; un piccolo indennizzo arrivò tempo dopo anche al Vasas.
Durante una partita di Liga nel 1952, Kubala segnò sette reti allo Sporting Gijón, primato condiviso con Bata ancora da battere.
Dopo qualche anno nell'Espanyol, in squadra con il figlio Branko, nel 1967, con lui ed il cognato Yanko Daučík come compagni di squadra ed il suocero Ferdinand Daučík come allenatore, si trasferisce in Canada per giocare nei Toronto Falcons, con cui ottiene il quarto posto nella Western Division della NPSL 1967.

## Statistiche
Tra club e nazionali maggiori, Kubala ha giocato 472 partite segnando 292 reti, alla media di 0,62 gol a partita.

### Presenze e reti nei club
| Stagione           | Squadra            | Campionato         | Campionato | Campionato | Coppe nazionali | Coppe nazionali | Coppe nazionali | Coppe continentali | Coppe continentali | Coppe continentali | Altre coppe | Altre coppe | Altre coppe | Totale | Totale |
| Stagione           | Squadra            | Comp               | Pres       | Reti       | Comp            | Pres            | Reti            | Comp               | Pres               | Reti               | Comp        | Pres        | Reti        | Pres   | Reti   |
| ------------------ | ------------------ | ------------------ | ---------- | ---------- | --------------- | --------------- | --------------- | ------------------ | ------------------ | ------------------ | ----------- | ----------- | ----------- | ------ | ------ |
| 1943-1944          | Ganz               | HNC II             | 9          | 2          | -               | -               | -               | -                  | -                  | -                  | -           | -           | -           | 9      | 2      |
| 1944               | Ferencváros        | HNC I              | 0          | 0          | -               | -               | -               | -                  | -                  | -                  | -           | -           | -           | 0      | 0      |
| 1945               | Ferencváros        | HNC I              | 22         | 19         | -               | -               | -               | -                  | -                  | -                  | -           | -           | -           | 22     | 19     |
| 1945-1946          | Ferencváros        | HNC I              | 27         | 14         | -               | -               | -               | -                  | -                  | -                  | -           | -           | -           | 27     | 14     |
| Totale Ferencváros | Totale Ferencváros | Totale Ferencváros | 49         | 33         |                 |                 |                 |                    |                    |                    |             |             |             | 49     | 33     |
| 1946-1947          | Bratislava         | Liga               | 24         | 13         | -               | -               | -               | -                  | -                  | -                  | -           | -           | -           | 24     | 13     |
| 1947-1948          | Bratislava         | Liga               | 9          | 1          | -               | -               | -               | -                  | -                  | -                  | -           | -           | -           | 9      | 1      |
| Totale Bratislava  | Totale Bratislava  | Totale Bratislava  | 33         | 14         |                 |                 |                 |                    |                    |                    |             |             |             | 33     | 14     |
| 1948-1949          | Vasas              | HNC I              | 20         | 10         | -               | -               | -               | -                  | -                  | -                  | -           | -           | -           | 20     | 10     |
| 1949-1950          | Vasas              | HNC I              | 12         | 6          | -               | -               | -               | -                  | -                  | -                  | -           | -           | -           | 12     | 6      |
| Totale Vasas       | Totale Vasas       | Totale Vasas       | 32         | 16         |                 |                 |                 |                    |                    |                    |             |             |             | 32     | 16     |
| 1949-1950          | Pro Patria         | A                  | 0          | 0          | -               | -               | -               | -                  | -                  | -                  | -           | -           | -           | 0      | 0      |
| 1950-1951          | Barcellona         | PD                 | 0          | 0          | CG              | 7               | 6               | -                  | -                  | -                  | -           | -           | -           | 7      | 6      |
| 1951-1952          | Barcellona         | PD                 | 19         | 26         | CG              | 7               | 12              | CL                 | 2                  | 1                  | -           | -           | -           | 28     | 39     |
| 1952-1953          | Barcellona         | PD                 | 11         | 7          | CG              | 6               | 5               | -                  | -                  | -                  | -           | -           | -           | 17     | 12     |
| 1953-1954          | Barcellona         | PD                 | 28         | 23         | CG              | 3               | 3               | -                  | -                  | -                  | -           | -           | -           | 31     | 26     |
| 1954-1955          | Barcellona         | PD                 | 19         | 14         | CG              | 3               | 5               | -                  | -                  | -                  | -           | -           | -           | 22     | 19     |
| 1955-1956          | Barcellona         | PD                 | 25         | 14         | CG              | 2               | 1               | CdF                | 1                  | 1                  | -           | -           | -           | 28     | 16     |
| 1956-1957          | Barcellona         | PD                 | 18         | 9          | CG              | 5               | 5               | -                  | -                  | -                  | -           | -           | -           | 23     | 14     |
| 1957-1958          | Barcellona         | PD                 | 21         | 12         | CG              | 6               | 5               | CdF                | 2                  | 2                  | -           | -           | -           | 29     | 19     |
| 1958-1959          | Barcellona         | PD                 | 20         | 9          | CG              | 1               | 0               | CdF                | 2                  | 0                  | -           | -           | -           | 23     | 9      |
| 1959-1960          | Barcellona         | PD                 | 12         | 7          | CG              | 5               | 4               | CdF+CC             | 3+3                | 3+6                | -           | -           | -           | 23     | 20     |
| 1960-1961          | Barcellona         | PD                 | 13         | 10         | CG              | 3               | 3               | CdF+CC             | 1+8                | 0+1                | -           | -           | -           | 25     | 14     |
| Totale Barcellona  | Totale Barcellona  | Totale Barcellona  | 186        | 131        |                 | 48              | 49              |                    | 22                 | 14                 |             |             |             | 256    | 194    |
| 1962               | Toronto City       | ECPSL              | 0          | 0          | -               | -               | -               | -                  | -                  | -                  | -           | -           | -           | 0      | 0      |
| 1963-1964          | Espanyol           | PD                 | 29         | 7          | CG              | 4               | 0               | -                  | -                  | -                  | -           | -           | -           | 33     | 7      |
| 1965-1966          | Zurigo             | SL                 | 12         | 7          | CS              | 0               | 0               | -                  | -                  | -                  | -           | -           | -           | 12     | 7      |
| 1966-1967          | Zurigo             | SL                 | 0          | 0          | CS              | 0               | 0               | CC                 | 1                  | 0                  | -           | -           | -           | 1      | 0      |
| Totale Zurigo      | Totale Zurigo      | Totale Zurigo      | 12         | 7          |                 | 0               | 0               |                    | 1                  | 0                  |             |             |             | 13     | 7      |
| 1967               | Toronto Falcons    | NPSL               | 19         | 5          | -               | -               | -               | -                  | -                  | -                  | -           | -           | -           | 19     | 5      |
| Totale carriera    | Totale carriera    | Totale carriera    | 369        | 215        |                 | 52              | 49              |                    | 23                 | 14                 |             |             |             | 444    | 278    |

### Cronologia presenze e reti in nazionale
| Cronologia completa delle presenze e delle reti in nazionale ― Cecoslovacchia | Cronologia completa delle presenze e delle reti in nazionale ― Cecoslovacchia | Cronologia completa delle presenze e delle reti in nazionale ― Cecoslovacchia | Cronologia completa delle presenze e delle reti in nazionale ― Cecoslovacchia | Cronologia completa delle presenze e delle reti in nazionale ― Cecoslovacchia | Cronologia completa delle presenze e delle reti in nazionale ― Cecoslovacchia | Cronologia completa delle presenze e delle reti in nazionale ― Cecoslovacchia | Cronologia completa delle presenze e delle reti in nazionale ― Cecoslovacchia |
| Data                                                                          | Città                                                                         | In casa                                                                       | Risultato                                                                     | Ospiti                                                                        | Competizione                                                                  | Reti                                                                          | Note                                                                          |
| ----------------------------------------------------------------------------- | ----------------------------------------------------------------------------- | ----------------------------------------------------------------------------- | ----------------------------------------------------------------------------- | ----------------------------------------------------------------------------- | ----------------------------------------------------------------------------- | ----------------------------------------------------------------------------- | ----------------------------------------------------------------------------- |
| 27-10-1946                                                                    | Vienna                                                                        | Austria                                                                       | 3 – 4                                                                         | Cecoslovacchia                                                                | Amichevole                                                                    | -                                                                             |                                                                               |
| 20-6-1947                                                                     | Copenaghen                                                                    | Danimarca                                                                     | 2 – 2                                                                         | Cecoslovacchia                                                                | Amichevole                                                                    | -                                                                             |                                                                               |
| 31-8-1947                                                                     | Praga                                                                         | Cecoslovacchia                                                                | 6 – 3                                                                         | Polonia                                                                       | Amichevole                                                                    | 2                                                                             |                                                                               |
| 21-9-1947                                                                     | Bucarest                                                                      | Romania                                                                       | 2 – 6                                                                         | Cecoslovacchia                                                                | Amichevole                                                                    | 2                                                                             |                                                                               |
| 5-10-1947                                                                     | Praga                                                                         | Cecoslovacchia                                                                | 3 – 2                                                                         | Austria                                                                       | Amichevole                                                                    | -                                                                             |                                                                               |
| 14-12-1947                                                                    | Bari                                                                          | Italia                                                                        | 3 – 1                                                                         | Cecoslovacchia                                                                | Amichevole                                                                    | -                                                                             |                                                                               |
| Totale                                                                        |                                                                               | Presenze                                                                      | 6                                                                             |                                                                               | Reti                                                                          | 4                                                                             |                                                                               |

| Cronologia completa delle presenze e delle reti in nazionale ― Ungheria | Cronologia completa delle presenze e delle reti in nazionale ― Ungheria | Cronologia completa delle presenze e delle reti in nazionale ― Ungheria | Cronologia completa delle presenze e delle reti in nazionale ― Ungheria | Cronologia completa delle presenze e delle reti in nazionale ― Ungheria | Cronologia completa delle presenze e delle reti in nazionale ― Ungheria | Cronologia completa delle presenze e delle reti in nazionale ― Ungheria | Cronologia completa delle presenze e delle reti in nazionale ― Ungheria |
| Data                                                                    | Città                                                                   | In casa                                                                 | Risultato                                                               | Ospiti                                                                  | Competizione                                                            | Reti                                                                    | Note                                                                    |
| ----------------------------------------------------------------------- | ----------------------------------------------------------------------- | ----------------------------------------------------------------------- | ----------------------------------------------------------------------- | ----------------------------------------------------------------------- | ----------------------------------------------------------------------- | ----------------------------------------------------------------------- | ----------------------------------------------------------------------- |
| 23-5-1948                                                               | Tirana                                                                  | Albania                                                                 | 0 – 0                                                                   | Ungheria                                                                | Amichevole                                                              | -                                                                       |                                                                         |
| 24-10-1948                                                              | Bucarest                                                                | Romania                                                                 | 1 – 5                                                                   | Ungheria                                                                | Amichevole                                                              | -                                                                       |                                                                         |
| 7-11-1948                                                               | Sofia                                                                   | Bulgaria                                                                | 1 – 0                                                                   | Ungheria                                                                | Amichevole                                                              | -                                                                       |                                                                         |
| Totale                                                                  |                                                                         | Presenze                                                                | 3                                                                       |                                                                         | Reti                                                                    | 0                                                                       |                                                                         |

| Cronologia completa delle presenze e delle reti in nazionale ― Spagna | Cronologia completa delle presenze e delle reti in nazionale ― Spagna | Cronologia completa delle presenze e delle reti in nazionale ― Spagna | Cronologia completa delle presenze e delle reti in nazionale ― Spagna | Cronologia completa delle presenze e delle reti in nazionale ― Spagna | Cronologia completa delle presenze e delle reti in nazionale ― Spagna | Cronologia completa delle presenze e delle reti in nazionale ― Spagna | Cronologia completa delle presenze e delle reti in nazionale ― Spagna |
| Data                                                                  | Città                                                                 | In casa                                                               | Risultato                                                             | Ospiti                                                                | Competizione                                                          | Reti                                                                  | Note                                                                  |
| --------------------------------------------------------------------- | --------------------------------------------------------------------- | --------------------------------------------------------------------- | --------------------------------------------------------------------- | --------------------------------------------------------------------- | --------------------------------------------------------------------- | --------------------------------------------------------------------- | --------------------------------------------------------------------- |
| 5-7-1953                                                              | Buenos Aires                                                          | Argentina                                                             | 1 – 0                                                                 | Spagna                                                                | Amichevole                                                            | -                                                                     |                                                                       |
| 12-7-1953                                                             | Santiago del Cile                                                     | Cile                                                                  | 1 – 2                                                                 | Spagna                                                                | Amichevole                                                            | 1                                                                     |                                                                       |
| 8-11-1953                                                             | Bilbao                                                                | Spagna                                                                | 2 – 2                                                                 | Svezia                                                                | Amichevole                                                            | -                                                                     |                                                                       |
| 14-3-1954                                                             | Istanbul                                                              | Turchia                                                               | 1 – 0                                                                 | Spagna                                                                | Qual. Mondiali 1954                                                   | -                                                                     |                                                                       |
| 18-5-1954                                                             | Madrid                                                                | Spagna                                                                | 1 – 1                                                                 | Inghilterra                                                           | Amichevole                                                            | -                                                                     |                                                                       |
| 19-6-1954                                                             | Ginevra                                                               | Svizzera                                                              | 0 – 3                                                                 | Spagna                                                                | Amichevole                                                            | -                                                                     |                                                                       |
| 30-1-1957                                                             | Valencia                                                              | Spagna                                                                | 5 – 1                                                                 | Paesi Bassi                                                           | Amichevole                                                            | 1                                                                     |                                                                       |
| 10-3-1957                                                             | Zurigo                                                                | Svizzera                                                              | 2 – 2                                                                 | Spagna                                                                | Qual. Mondiali 1958                                                   | -                                                                     |                                                                       |
| 8-5-1957                                                              | Bratislava                                                            | Cecoslovacchia                                                        | 4 – 2                                                                 | Spagna                                                                | Qual. Mondiali 1958                                                   | 1                                                                     |                                                                       |
| 26-5-1957                                                             | Siviglia                                                              | Spagna                                                                | 4 – 1                                                                 | Cecoslovacchia                                                        | Qual. Mondiali 1958                                                   | 1                                                                     |                                                                       |
| 6-11-1957                                                             | Madrid                                                                | Spagna                                                                | 3 – 0                                                                 | Turchia                                                               | Amichevole                                                            | 3                                                                     |                                                                       |
| 24-11-1957                                                            | Losanna                                                               | Svizzera                                                              | 1 – 4                                                                 | Spagna                                                                | Qual. Mondiali 1958                                                   | 2                                                                     |                                                                       |
| 13-3-1958                                                             | Parigi                                                                | Francia                                                               | 2 – 2                                                                 | Spagna                                                                | Amichevole                                                            | 1                                                                     |                                                                       |
| 19-3-1958                                                             | Kaiserslautern                                                        | Germania Ovest                                                        | 2 – 0                                                                 | Spagna                                                                | Amichevole                                                            | -                                                                     |                                                                       |
| 15-10-1958                                                            | Malaga                                                                | Spagna                                                                | 6 – 2                                                                 | Irlanda                                                               | Amichevole                                                            | -                                                                     |                                                                       |
| 28-2-1958                                                             | Roma                                                                  | Italia                                                                | 1 – 1                                                                 | Spagna                                                                | Amichevole                                                            | -                                                                     |                                                                       |
| 14-10-1959                                                            | Bydgoszcz                                                             | Polonia                                                               | 0 – 3                                                                 | Spagna                                                                | Qual. Euro 1960                                                       | -                                                                     |                                                                       |
| 17-12-1959                                                            | Liverpool                                                             | Inghilterra                                                           | 4 – 3                                                                 | Spagna                                                                | Amichevole                                                            | -                                                                     |                                                                       |
| 2-4-1961                                                              | Sofia                                                                 | Bulgaria                                                              | 0 – 2                                                                 | Spagna                                                                | Amichevole                                                            | -                                                                     |                                                                       |
| Totale                                                                |                                                                       | Presenze                                                              | 19                                                                    |                                                                       | Reti                                                                  | 10                                                                    |                                                                       |

## Palmarès

### Giocatore

#### Club

##### Competizioni nazionali
- Campionato spagnolo: 4

Barcellona: 1951-1952, 1952-1953, 1958-1959, 1959-1960
- Coppa di Spagna: 5

Barcellona: 1951, 1952, 1952-1953, 1957, 1958-1959
- Coppa Eva Duarte: 2

Barcellona: 1952, 1953

##### Competizioni internazionali
- Coppa Latina: 1

Barcellona: 1952
- Coppa delle Fiere: 2

Barcellona: 1958, 1960

#### Individuale
- Capocannoniere della Coppa del Re: 1

1952 (12 gol)
- Candidato al Dream Team del Pallone d'oro (2020)

### Allenatore

#### Competizioni nazionali
- Coppa di Spagna: 2

Barcellona: 1962-1963, 1980-1981
- Campionato saudita: 2

Al-Hilal: 1985, 1986
- Coppa della Corona del Principe saudita: 2

Al-Hilal: 1982, 1984

#### Competizioni internazionali
- Coppa dei Campioni del Golfo: 1

Al-Hilal: 1986